# 費爾普斯縣 (密蘇里州)
費爾普斯县（英語：Phelps County）是美國密蘇里州中南部的一個縣。面積1,746平方公里。根據美國2000年人口普查，共有人口39,825人。縣治羅拉（Rolla）。
成立於1857年11月13日。縣名紀念聯邦眾議員、州長約翰·史密斯·費爾普斯。